# Vigonza
Vigonza (velenceiül Vigonsa) település Olaszországban, Veneto régióban, Padova megyében. Lakosainak száma 23 072 fő (2023. január 1.). Vigonza Campodarsego, Fiesso d'Artico, Padova, Stra, Villanova di Camposampiero, Cadoneghe, Noventa Padovana és Pianiga községekkel határos.

## Népesség
A település lakossága az elmúlt években az alábbi módon változott:
| Lakosok száma | 22 853 | 22 958 | 23 072 |
|               | 2017   | 2018   | 2023   |